# Passage Saint-Sébastien
Le passage Saint-Sébastien est une voie du 11e arrondissement de Paris, en France.

## Situation et accès
Le passage Saint-Sébastien est situé dans le 11e arrondissement de Paris. Il débute au 86, rue Amelot et se termine au 91-95, boulevard Richard-Lenoir.

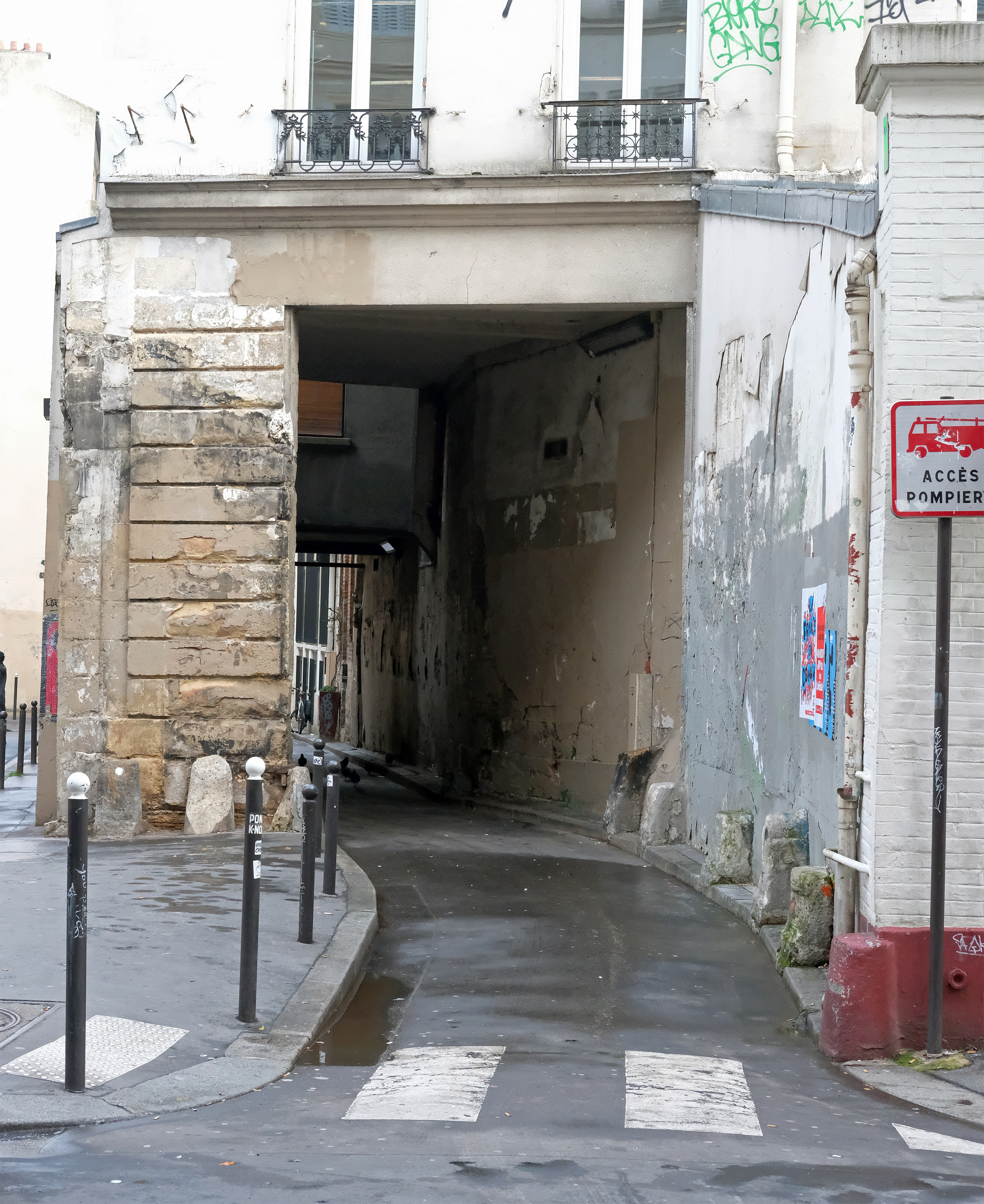
Cette voie, côté rue Amelot, passe en partie sous un immeuble.
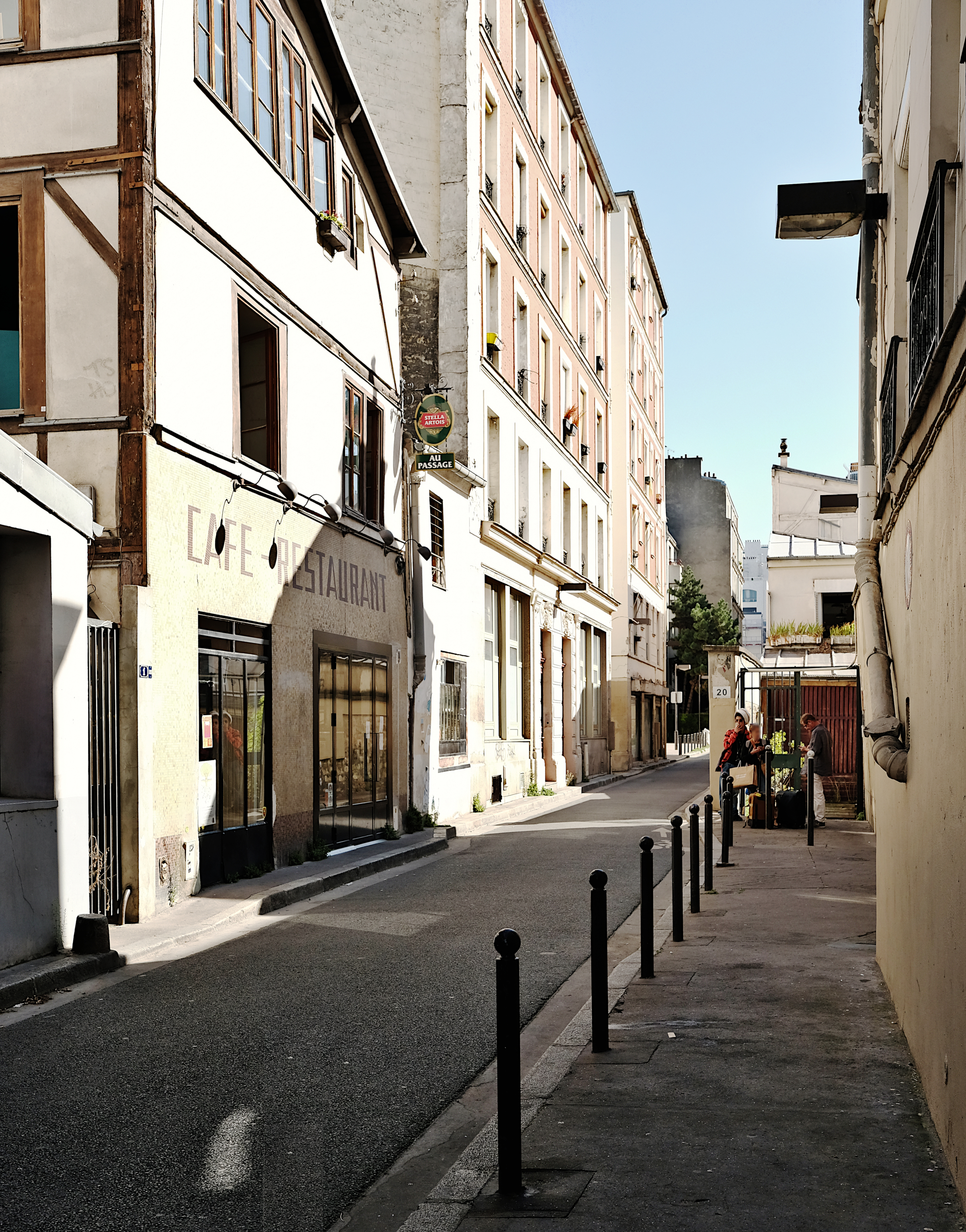
Début du passage.
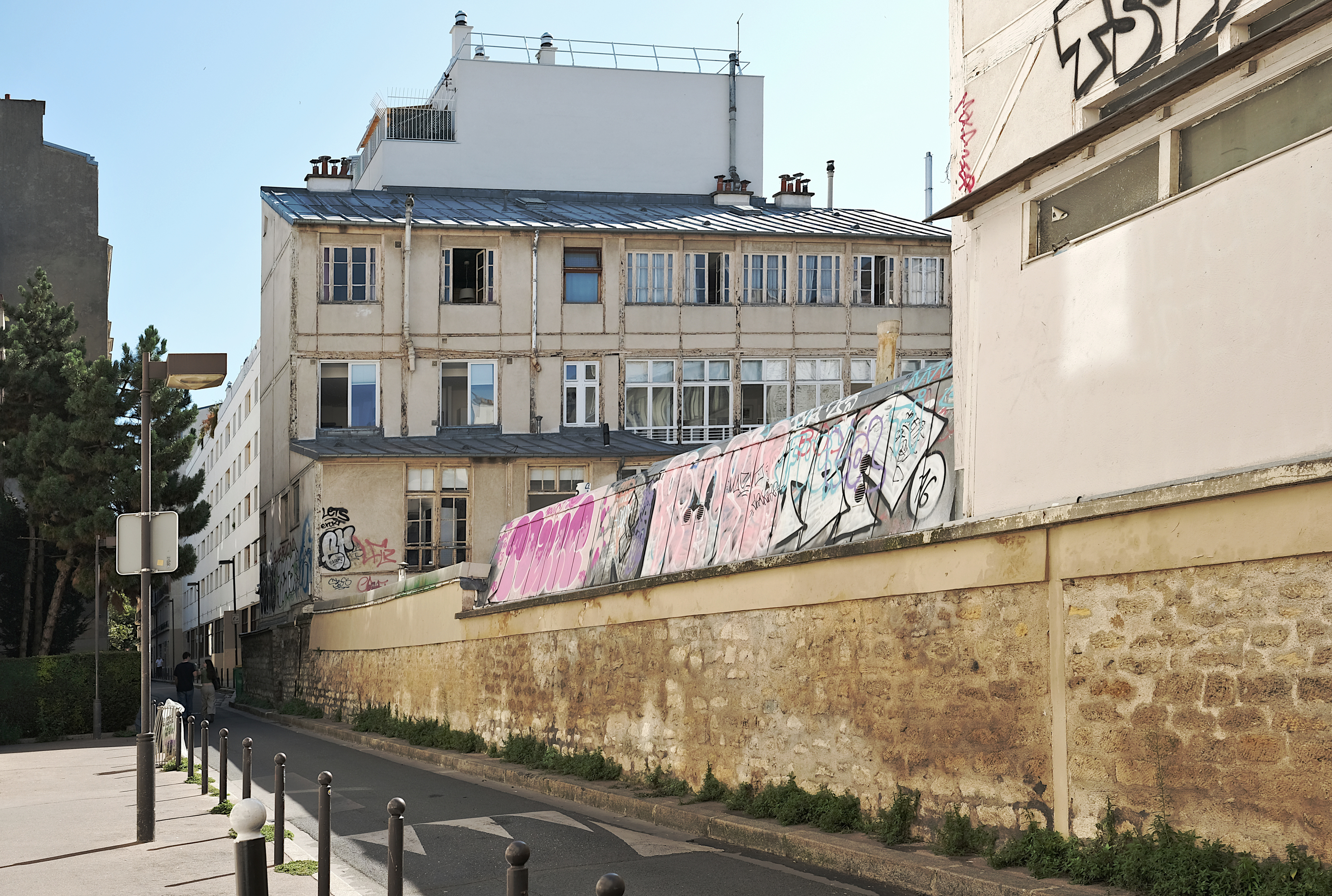
Partie centrale.
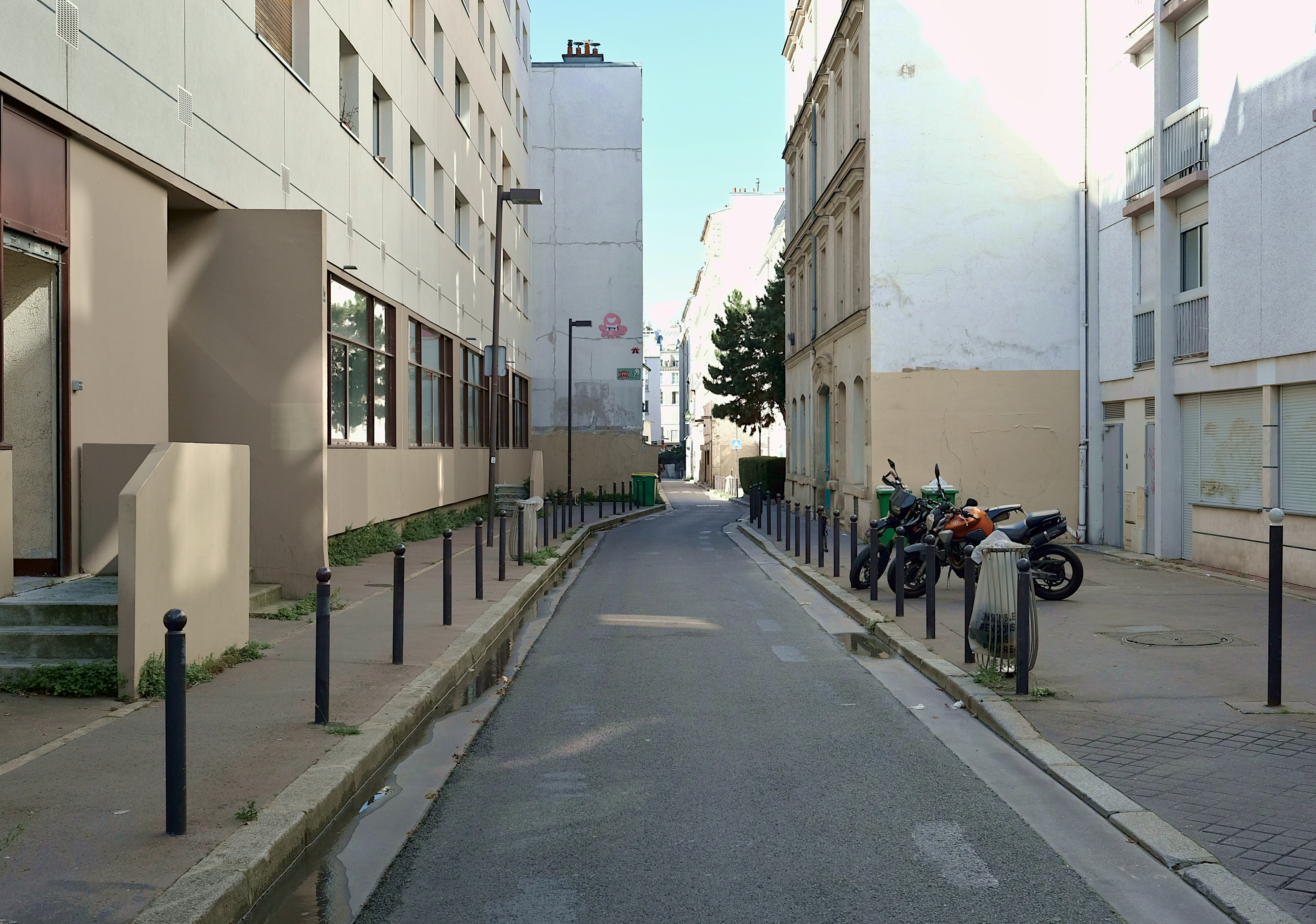
Autre partie centrale.

## Origine du nom
Il doit son nom à une enseigne, représentant saint Sébastien, en raison de sa proximité avec la rue éponyme.

## Historique
Ce passage est créé partiellement, à partir de la rue Amelot, sur une longueur de 90 mètres, en 1725, sous le nom de « passage Ancel » du nom de son propriétaire.
Il est prolongé en 1850 jusqu'au boulevard Richard-Lenoir puis une ordonnance de police du 28 juin 1854 en autorise l'ouverture au public et sa dénomination actuelle.

## Bâtiments remarquables et lieux de mémoire
- no 6 : Léo Fränkel y demeura en 1871.

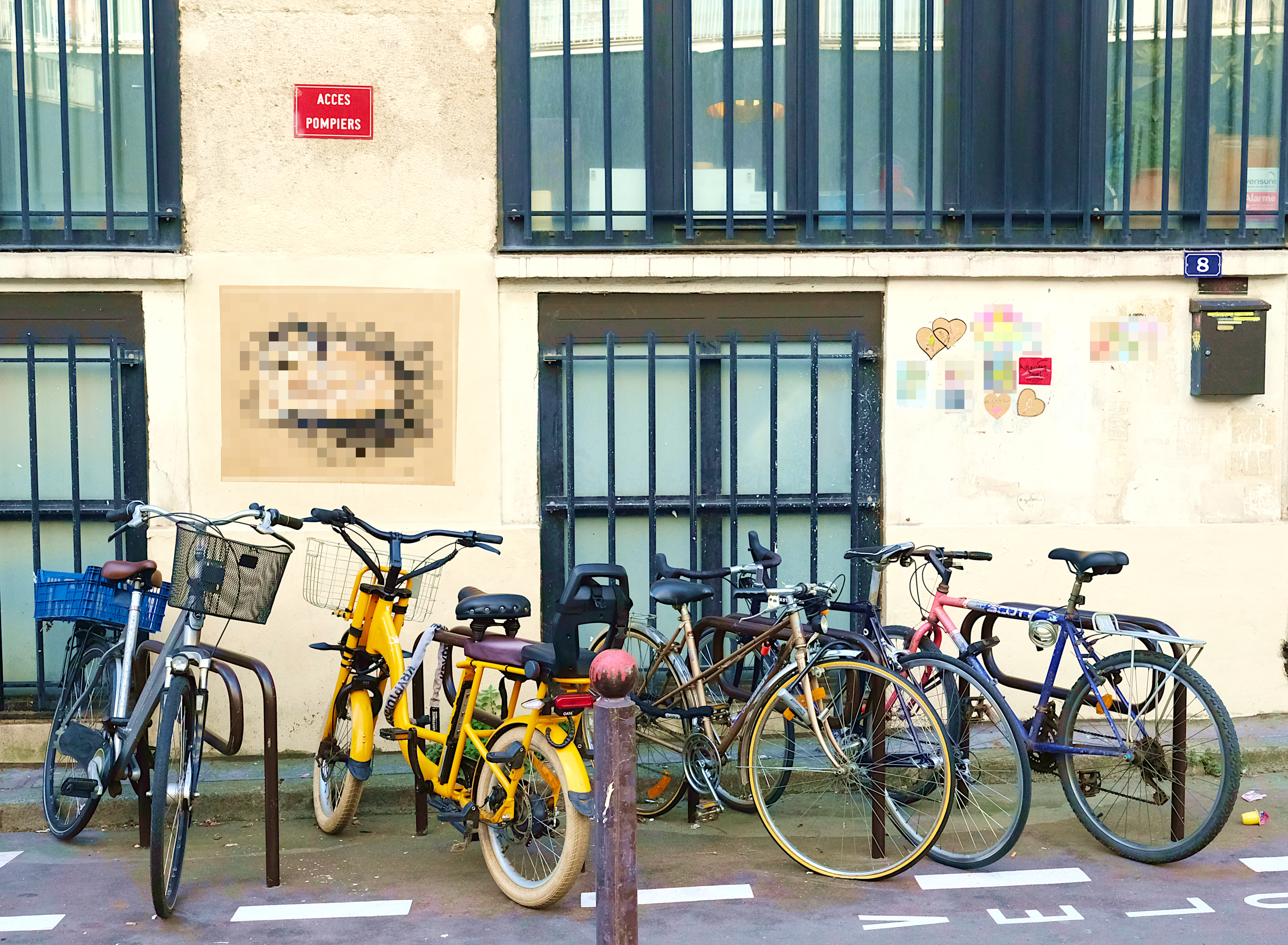
no 8.
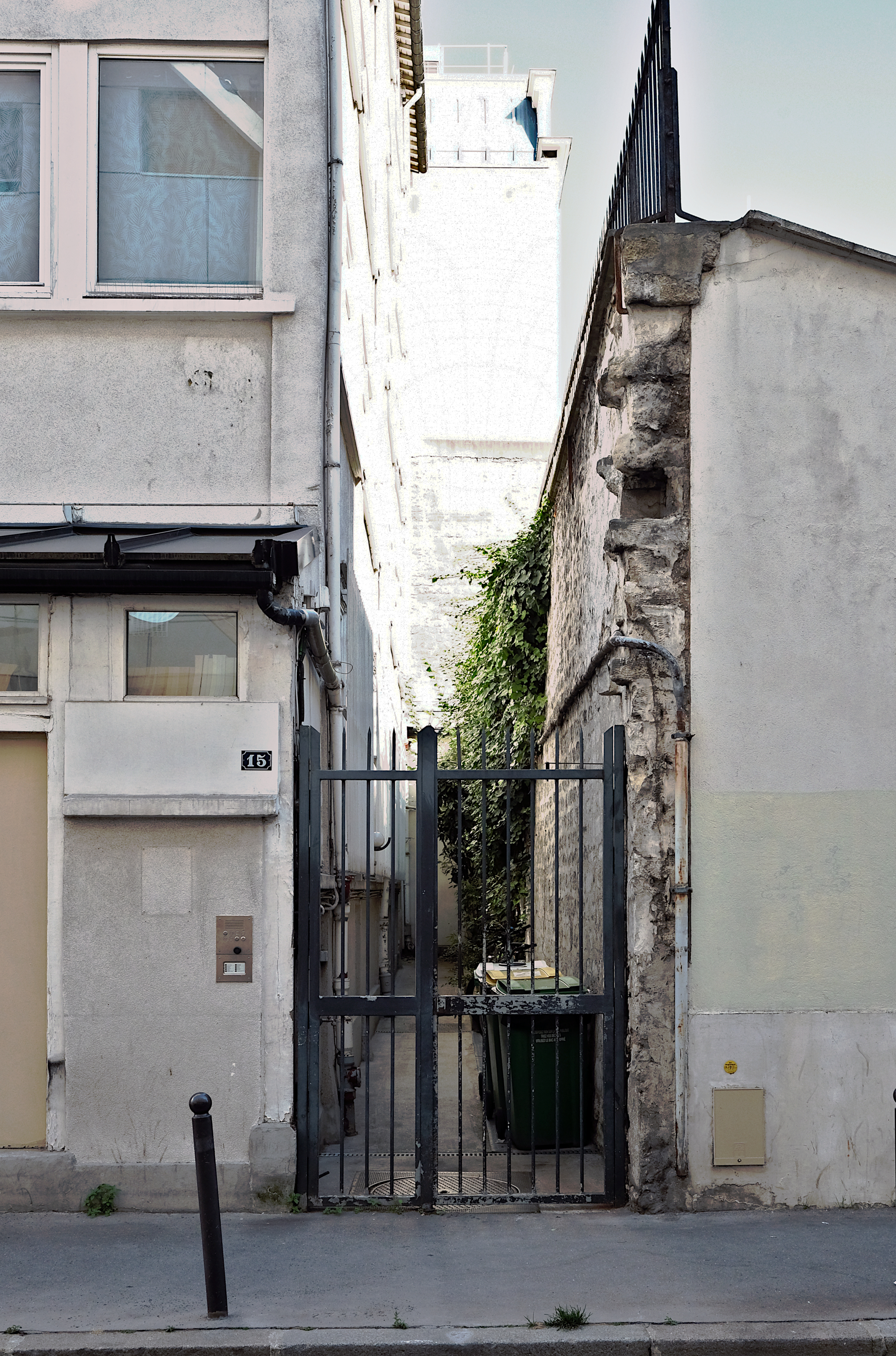
no 15.
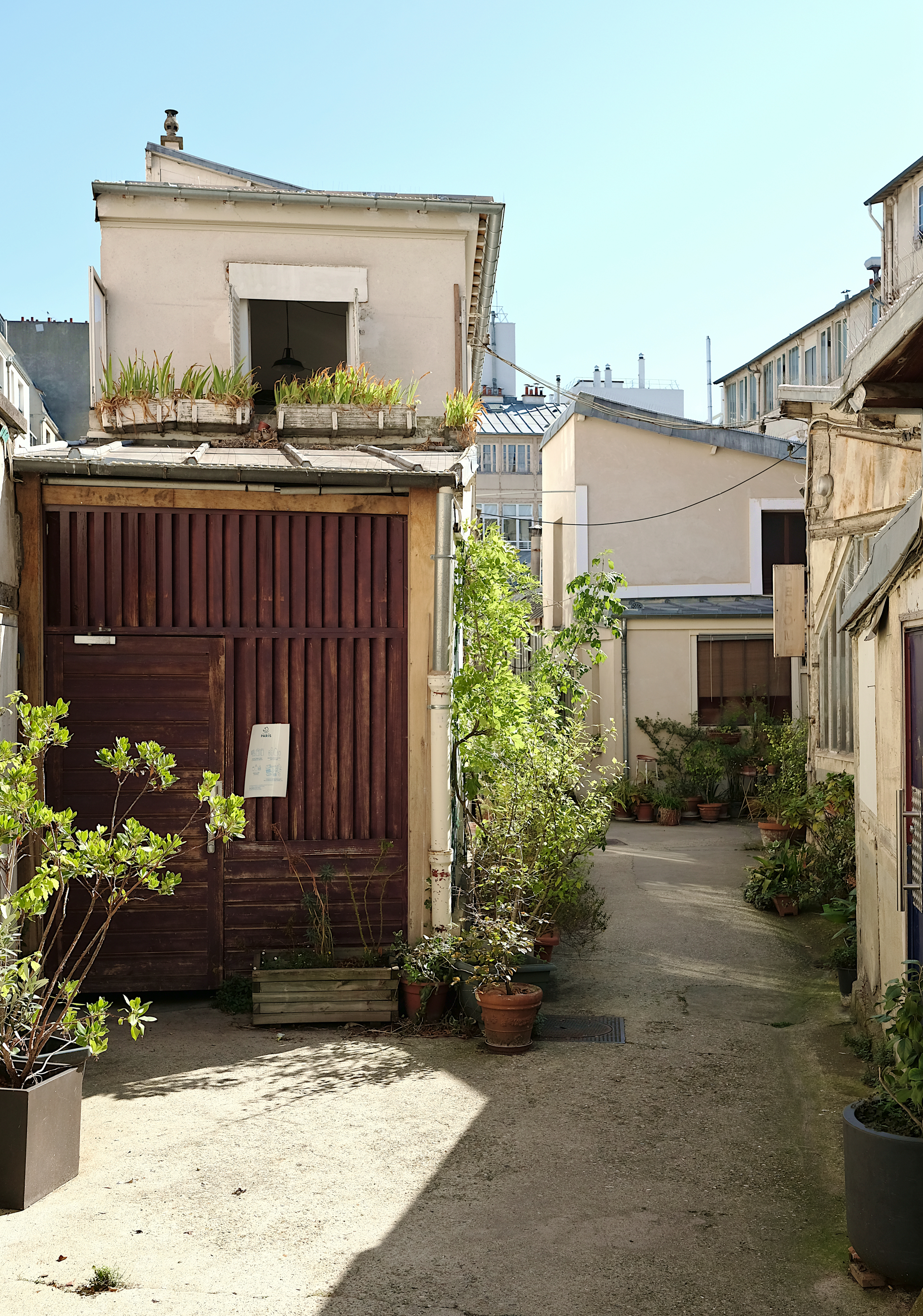
no 20.
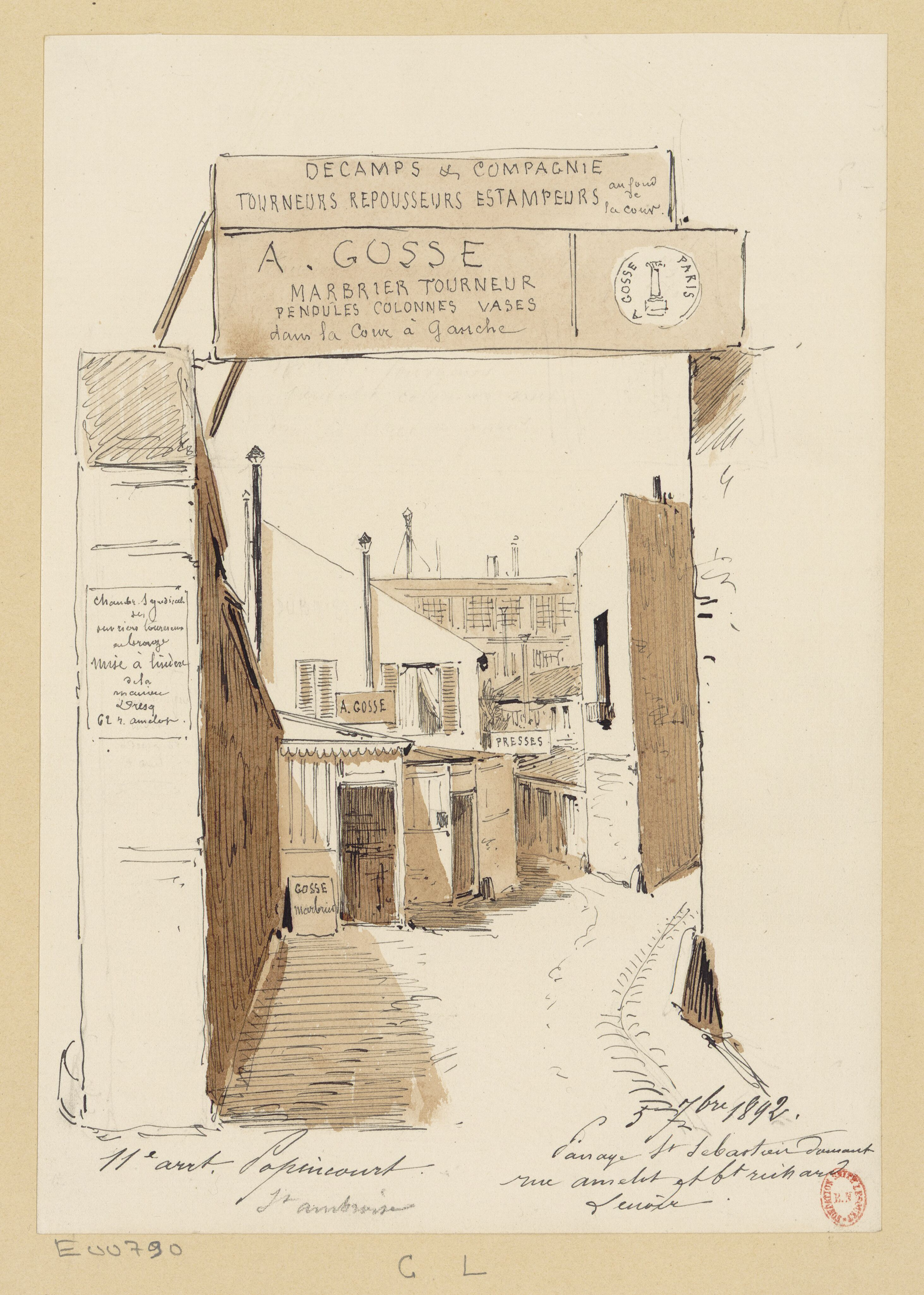
Le no 20 en 1892 (dessin de Jules-Adolphe Chauvet).

- Présence de nombreux exemples d'art urbain.
